# Begraafplaats Oud Kralingen
Begraafplaats Oud Kralingen is een begraafplaats in de Nederlandse plaats Rotterdam. De aan de Laan van Oud Kralingen in de wijk Prinsenland gelegen begraafplaats stamt uit de 16e eeuw en is eigendom van de Hervormde gemeente Kralingen. Niettemin is het een algemene begraafplaats, er is ruimte voor overledenen van alle gezindten en overtuigingen. De begraafplaats wordt omringd door het Prinsenpark.
Begraafplaats Oud Kralingen was van oudsher het kerkhof bij de kapel van het dorp Kralingen. Dit dorp lag in een gebied van veenplassen die zijn ontstaan door de winning van turf. Het dorp is vanwege afkalving en overstromingen verplaatst, maar de begraafplaats is nooit afgegraven en ligt daarom als een duidelijke verhoging binnen de omringende Prins Alexanderpolder.
De parochiekerk van Kralingen, die stamde uit 1550, is in 1842 buiten gebruik genomen toen de nieuwe Hoflaankerk gereed was. Het gebouwtje is in 1844 gesloopt. Op de kansel van die oude kerk heeft gestaan de bekende Theodorus van der Groe. In de 1,20 meter hoge restanten van de muren zijn later grafkelders aangebracht. Het kerkbestuur schreef in 1868 een prijsvraag uit voor een nieuwe aanleg, het winnende ontwerp met populieren, iepen en treurwilgen in Engelse landschapsstijl van landschapsarchitect W.C. Coupijn is de basis van de huidige hof. Een nieuwe aula, ontworpen door W. Kristel, werd in maart 2004 in gebruik genomen nadat de oude rouwkapel wegens bouwvalligheid moest worden afgebroken.

## Graven
Op Oud Kralingen zijn onder meer begraven leden van de redersfamilies Smit, Peterson, Veder en Van Hoboken. Een Neoromaans mausoleum uit 1911 van de familie Kruyff is opgenomen op de monumentenlijst.
Oud Kralingen is ook de laatste rustplaats van:
- Jasper Baaijens (1923-2007), predikant Gereformeerde Gemeente
- Jonkheer Willem Jacob Backer (1829-1898), ontwierp en realiseerde de droogmaling van Alexanderpolder
- P. Beekhuis (1935-1993), predikant Christelijk Gereformeerde Gemeente
- Roelof Deemter (1890-1947), rector Marnix Gymnasium Rotterdam
- Lo Dörr (1925-1974), voetballer van Excelsior
- Klaas de Grooth (1852-1930), architect en ondernemer
- Hendrik Kakes (1900-1983), predikant Gereformeerde Kerk
- Hendrik Lambert Pzn. (1803-1867), burgemeester van Kralingen van 1851 tot 1867
- Johannes van Reeven (1928-1985), predikant Gereformeerde Kerk
- Conny van Rietschoten (1926 – 2013), zeezeiler
- Jan Vrolijk (1905-1995), predikant Gereformeerde Kerk
- Arie Vergunst (1926-1981), predikant en preses van de Gereformeerde Gemeenten
- Gerard van Walsum (1900-1980), burgemeester van Rotterdam van 1952 tot 1965